# Lillian Ascough
Lillian Ascough (Nueva York, 14 de mayo de 1880 - diciembre de 1974), fue una sufragista estadounidense. Originaria de Detroit, Míchigan, sirvió como presidenta de Connecticut, del Partido Nacional de la Mujer (NWP) y vicepresidenta de la rama de Míchigan. En la manifestación de agosto de 1918 en la plaza Lafayette, Ascough fue sentenciada a quince días de cárcel. Luego, en febrero de 1919 participó en las manifestaciones de vigilancia y fue nuevamente arrestada y sentenciada a cinco días de cárcel. Fue oradora en la Gira Especial de Sufragistas —también conocida como la Gira Especial de Prisión debido a que las oradoras expresaron sus experiencias como prisioneros políticos— de los Estados Unidos durante febrero-marzo de 1919.

## Educación
Ascough estudió en París y Londres para los conciertos en el escenario, pero dejó su educación para convertirse en sufragista.

## Tour especial de los sufragistas
Lillian Ascough, Abby Scott Baker, Harriot Stanton Blatch, Lucy Burns, Sarah T. Colvin, Edith Goode, Florence Bayard Hilles, Julia Hurlbut, Caroline Katzenstein, Ella Riegel, Helen Todd, entre otras, formaron parte del Tour Especial, el Especial del Sufragio, en el que estas mujeres hablaron públicamente, distribuyeron literatura y vendieron la revista The Suffragist. Se atribuye a esta gira el haber despertado el interés por el sufragio federal entre muchas mujeres en edad de votar.

## La marcha de Conneticut del 12 de julio
Ascough se unió a una manifestación en Hartford y Simsbury, Connecticut, para pedir al presidente Woodrow Wilson que concediera a las mujeres el derecho al voto. Un telegrama escrito por las manifestantes fue enviado a Wilson, y publicado el 13 de julio de 1918 en el Hartford Courant:

Resuelto, que nosotros los ciudadanos de Connecticut, reunidos en Simsbury, Connecticut, solicitamos al Presidente que use su indudable poder en favor de las mujeres, como ya lo ha usado en nombre de muchas medidas, para lograr la aprobación por el Senado, de la enmienda de sufragio federal; y así dar libertad a los magníficos sentimientos democráticos que ha expresado como portavoz de América, y defender los grandes principios de la democracia como líder entre las naciones".
 Protestors, ConnecticutHistory.Org

Allí se documentó Ascough declarando que la mente del senador Brandegee pertenecía a una generación anterior y la comparó con una antigua e «interesante de observar, pero no para el uso actual».